# 波塔羅河
5°21′48″N 58°54′24″W / 5.36333°N 58.90667°W

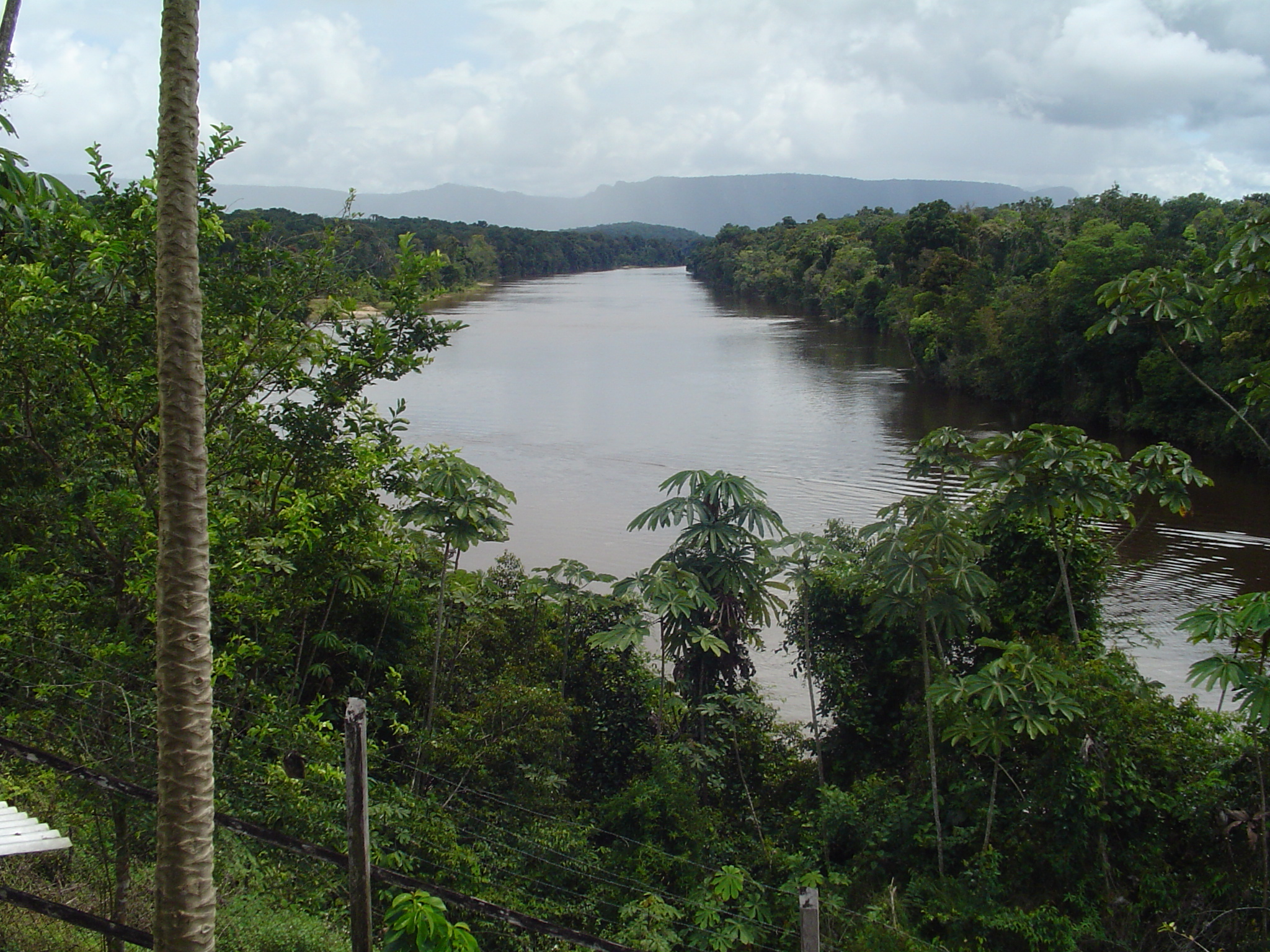

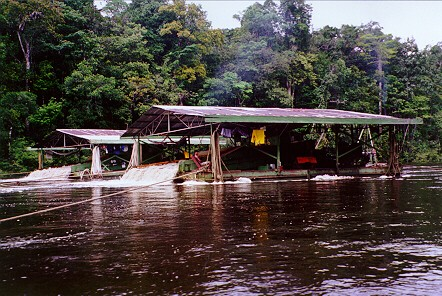

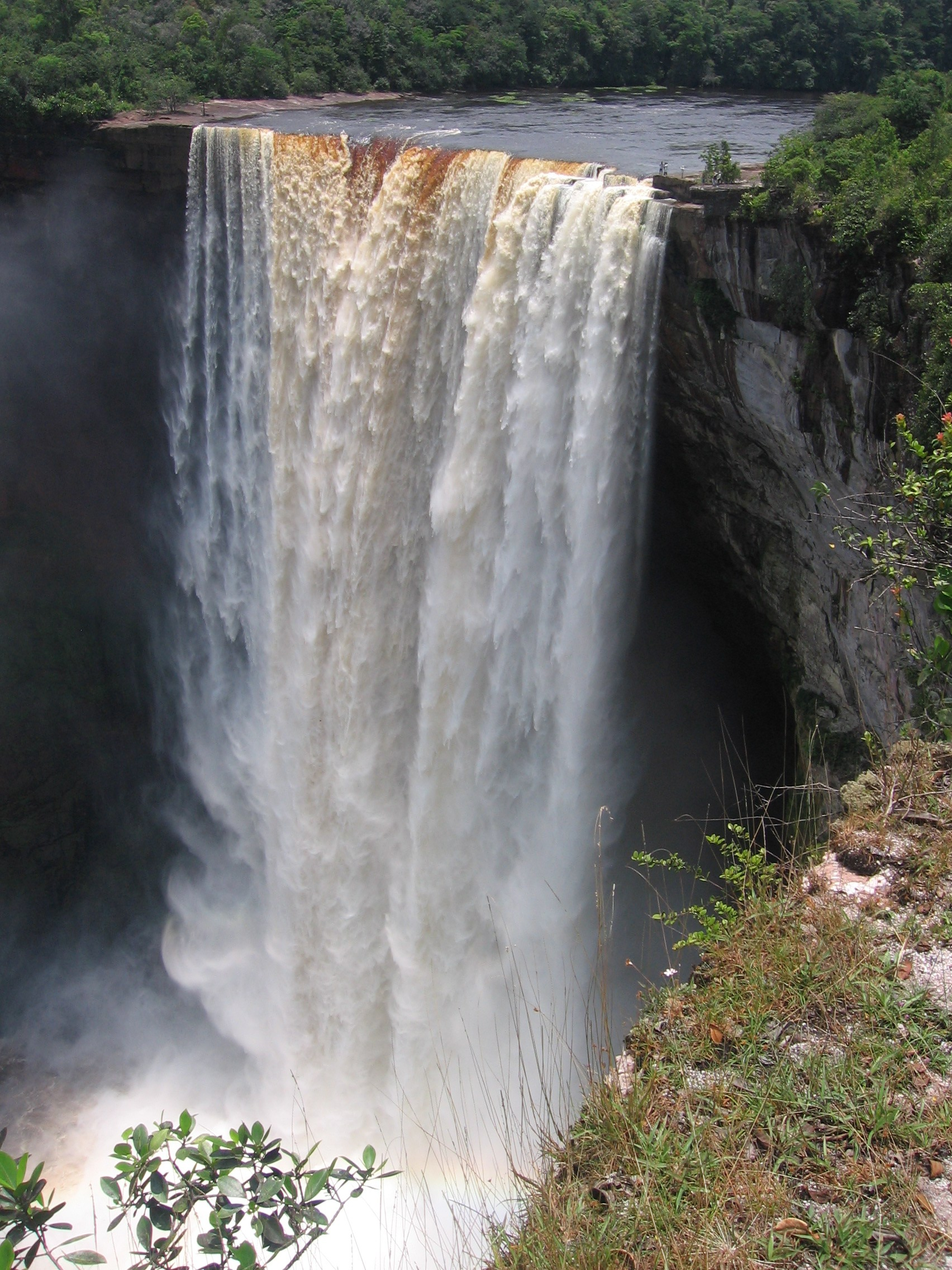

波塔羅河（英語：Potaro River）是圭亞那的河流，位於該國東部，位於該國西部，由波塔羅-錫帕魯尼區負責管轄，河道全長225公里，發源自帕卡賴馬山脈，最終在图马图马里以东10千米处注入埃塞奎博河。发源于圭亚那与巴西交界的帕卡赖马山东坡，河流自西向东流，先后穿越凯厄图尔瀑布和马里纳瀑布。